# Episodi di Un milione di piccole cose (seconda stagione)
La seconda stagione della serie televisiva A Million Little Things, composta da 19 episodi, è stata trasmessa negli Stati Uniti sul network ABC dal 26 settembre 2019 al 26 marzo 2020.
In Italia, la stagione è stata trasmessa in prima visione assoluta su Rai 2 dal 22 settembre al 21 ottobre 2021.
| n° | Titolo originale      | Titolo italiano            | Prima TV USA      | Prima TV Italia   |
| -- | --------------------- | -------------------------- | ----------------- | ----------------- |
| 1  | Coming Home           | Una nuova vita             | 26 settembre 2019 | 22 settembre 2021 |
| 2  | Grand Canyon          | Grand Canyon               | 3 ottobre 2019    | 24 settembre 2021 |
| 3  | Mixed Signals         | A modo mio                 | 10 ottobre 2019   | 27 settembre 2021 |
| 4  | The Perfect Storm     | La tempesta perfetta       | 17 ottobre 2019   | 28 settembre 2021 |
| 5  | Austin                | Austin                     | 24 ottobre 2019   | 29 settembre 2021 |
| 6  | Unleashed             | Ridefinire i rapporti      | 31 ottobre 2019   | 30 settembre 2021 |
| 7  | Ten Years             | Il compleanno di Theo      | 7 novembre 2019   | 1º ottobre 2021   |
| 8  | Goodnight             | Buonanotte mamma           | 14 novembre 2019  | 4 ottobre 2021    |
| 9  | Time Stands Still     | Il tempo si è fermato      | 21 novembre 2019  | 5 ottobre 2021    |
| 10 | The Kiss              | Il primo bacio             | 23 gennaio 2020   | 6 ottobre 2021    |
| 11 | We're the Howards     | Essere genitori            | 30 gennaio 2020   | 7 ottobre 2021    |
| 12 | Guilty                | Colpevole                  | 6 febbraio 2020   | 11 ottobre 2021   |
| 13 | Daisy                 | Daisy                      | 13 febbraio 2020  | 13 ottobre 2021   |
| 14 | The Sleepover         | Buone notizie              | 20 febbraio 2020  | 14 ottobre 2021   |
| 15 | The Lunch             | Incontri importanti        | 27 febbraio 2020  | 15 ottobre 2021   |
| 16 | Change of Plans       | Svolte inattese            | 5 marzo 2020      | 18 ottobre 2021   |
| 17 | One Year Later        | Un anno dopo               | 12 marzo 2020     | 19 ottobre 2021   |
| 18 | Mothers and Daughters | Madri e figlie             | 19 marzo 2020     | 20 ottobre 2021   |
| 19 | Til Death Do Us Part  | Finché morte non ci separi | 26 marzo 2020     | 21 ottobre 2021   |